# Gemeindeverwaltungsverband Mittleres Schussental
Der Gemeindeverwaltungsverband Mittleres Schussental (auch Gemeindeverband Mittleres Schussental) mit Sitz in Ravensburg umfasst Städte und Gemeinden im Ballungsraum Mittleres Schussental in Oberschwaben mit zusammen etwa 90.000 Einwohnern.
Mitglieder sind die Großen Kreisstädte Ravensburg und Weingarten (Württemberg) sowie die kreisangehörigen Gemeinden Berg, Baienfurt und Baindt.
Der Gemeindeverwaltungsverband übernimmt Verwaltungsaufgaben der Mitgliedsgemeinden. Im Verwaltungsverband wird über die gemeinsame Politik für die Städte und Gemeinden des mittleren Schussentals entschieden. Zu seinen Kompetenzbereichen zählen der Flächennutzungsplan, der öffentliche Personennahverkehr und die Volkshochschulen.